# بشگز
بشگز یک روستا در ایران است که در دهستان مود واقع شده‌است. بشگز ۴۲۱ نفر جمعیت دارد.